# 三代目 J SOUL BROTHERS from EXILE TRIBE
三代目 J SOUL BROTHERS from EXILE TRIBE（さんだいめ・ジェイ・ソウル・ブラザーズ・フロム・エグザイル・トライブ）は、日本のダンス&ボーカルグループ。J Soul Brothersの三代目として2010年に結成された。所属事務所はLDH JAPAN。レーベルはrhythm zone。

## 略歴
メンバーの名前の表記は当時のもの。
2010年
- 7月20日（19日深夜）放送の『週刊EXILE』でJ Soul Brothersの三代目を誕生させることを発表。EXILEのパフォーマーNAOTO、NAOKIがリーダーに、劇団EXILE風組のELLYがメンバーに決定しており、「VOCAL BATTLE AUDITION 2」のファイナリストからボーカル2名を選出することも発表。
- 9月15日、赤坂BLITZで上記オーディションの最終ライブ審査が行われ、今市隆二、登坂広臣が合格。
- 9月27日、『FANTASY後夜祭 〜EXILE魂〜』にて未発表であった2名のパフォーマー、劇団EXILE風組の山下健二郎、大学生の岩田剛典を加えた7人が、三代目 J Soul Brothersとして初披露された。
- 11月10日、シングル『Best Friend's Girl』でデビュー。

2013年
- 4月24日発売の9枚目のシングル『SPARK』より三代目 J Soul Brothers from EXILE TRIBE名義となる。

2014年
- 1月1日、初のベスト・アルバムと4枚目のオリジナル・アルバムの2枚組『THE BEST/BLUE IMPACT』を発売。オリコン4週連続首位を記録。

2015年
- 5月27日 - 10月18日、初のドームツアー『三代目 J Soul Brothers LIVE TOUR 2015 BLUE PLANET』を開催。
- 12月23日、5枚目のオリジナルアルバム『PLANET SEVEN』が86.8万枚を売り上げ、オリコン年間ランキング「アルバム部門作品別売上金額」で年間首位を獲得。

2016年
- 12月24日、映像作品『三代目J Soul Brothers LIVE TOUR 2015「BLUE PLANET」』がオリコン年間ランキングで年間首位を獲得。

2017年
- 2月、13枚目のシングル表題曲「R.Y.U.S.E.I.」が100万ダウンロードに認定。デビュー以来初のミリオン達成となった。
- 同年、年間ドーム公演数37公演・動員数148万人で、当時の史上最多を記録。

2019年
- 1月1日、表記を三代目 J SOUL BROTHERS from EXILE TRIBEに変更。

## メンバー
名前の表記は公式サイトに準拠。
- NAOTO（ナオト、1983年8月30日 - ）リーダー&パフォーマー
- 小林直己（こばやし なおき、1984年11月10日 - ）リーダー&パフォーマー
- ELLY（エリー、1987年9月21日 - ）パフォーマー
- 山下健二郎（やました けんじろう、1985年5月24日 - ）パフォーマー
- 岩田剛典（いわた たかのり、1989年3月6日 - ）パフォーマー
- 今市隆二（いまいち りゅうじ、1986年9月2日 - ）ボーカル
- ØMI（オミ、1987年3月12日 - ）ボーカル

## 作品
順位はオリコン週間ランキングの最高位

### シングル
|    | 発売日         | タイトル                           | 順位 |
| -- | -------------- | ---------------------------------- | ---- |
| 1  | 2010年11月10日 | Best Friend's Girl                 | 3位  |
| 2  | 2010年12月1日  | On Your Mark〜ヒカリのキセキ〜     | 3位  |
| 3  | 2011年5月11日  | LOVE SONG                          | 7位  |
| 4  | 2011年9月7日   | FIGHTERS                           | 1位  |
| 5  | 2011年11月9日  | リフレイン                         | 2位  |
| 6  | 2012年3月7日   | Go my way                          | 3位  |
| 7  | 2012年8月8日   | 0〜ZERO〜                          | 2位  |
| 8  | 2012年11月14日 | Powder Snow 〜永遠に終わらない冬〜 | 3位  |
| 9  | 2013年4月24日  | SPARK                              | 2位  |
| 10 | 2013年10月30日 | 冬物語                             | 2位  |
| 11 | 2013年12月4日  | SO RIGHT                           | 2位  |
| 12 | 2014年3月26日  | S.A.K.U.R.A.                       | 2位  |
| 13 | 2014年6月25日  | R.Y.U.S.E.I.                       | 1位  |
| 14 | 2014年10月15日 | C.O.S.M.O.S. 〜秋桜〜              | 3位  |
| 15 | 2014年12月10日 | O.R.I.O.N.                         | 2位  |
| 16 | 2015年4月15日  | starting over                      | 1位  |
| 17 | 2015年4月22日  | STORM RIDERS feat.SLASH            | 3位  |
| 18 | 2015年7月8日   | Summer Madness                     | 1位  |
| 19 | 2015年9月2日   | Unfair World                       | 2位  |
| 20 | 2016年11月9日  | Welcome to TOKYO                   | 2位  |
| 21 | 2017年3月8日   | HAPPY                              | 1位  |
| 22 | 2017年12月13日 | J.S.B. HAPPINESS                   | 1位  |
| 23 | 2019年3月13日  | Yes we are                         | 2位  |
| 24 | 2019年8月7日   | SCARLET                            | 2位  |
| 25 | 2019年12月11日 | 冬空/White Wings                   | 2位  |
| 26 | 2020年4月8日   | Movin' on                          | 1位  |
| 27 | 2021年6月16日  | 100 SEASONS/TONIGHT                | 3位  |
| 28 | 2021年10月20日 | JSB IN BLACK                       | 2位  |
| 29 | 2023年2月1日   | STARS                              | 1位  |

### 配信シングル
| 配信日         | タイトル                                       |
| -------------- | ---------------------------------------------- |
| 2019年9月19日  | Rat-tat-tat                                    |
| 2020年8月3日   | starting over 〜one world〜                    |
| 2021年7月7日   | KICK&SLIDE                                     |
| 2021年8月10日  | 線香花火                                       |
| 2022年10月7日  | REPLAY                                         |
| 2023年5月29日  | Hand in Hand                                   |
| 2023年11月11日 | Awakening Light                                |
| 2024年7月6日   | BLAZE                                          |
| 2024年9月25日  | Baby don't cry                                 |
| 2024年11月10日 | R.Y.U.S.E.I.' 10th Anniversary REMASTERED ver. |
| 2025年2月24日  | What Is Your Secret?                           |
| 2025年5月1日   | ICE BREAKER                                    |
| 2025年5月24日  | New Page                                       |

### アルバム
|    | 発売日         | タイトル             | 順位 |
| -- | -------------- | -------------------- | ---- |
| 1  | 2011年6月1日   | J Soul Brothers      | 3位  |
| 2  | 2011年12月7日  | TRIBAL SOUL          | 2位  |
| 3  | 2013年1月1日   | MIRACLE              | 1位  |
| 4  | 2014年1月1日   | THE BEST/BLUE IMPACT | 1位  |
| 5  | 2015年1月28日  | PLANET SEVEN         | 1位  |
| 6  | 2016年3月30日  | THE JSB LEGACY       | 1位  |
| 7  | 2018年6月6日   | FUTURE               | 1位  |
| 8  | 2020年3月18日  | RAISE THE FLAG       | 2位  |
| 9  | 2024年3月27日  | Land of Promise      | 1位  |
| 10 | 2024年11月13日 | ECHOES of DUALITY    | 3位  |

### ベストアルバム
|   | 発売日         | タイトル                  | 順位 |
| - | -------------- | ------------------------- | ---- |
| 1 | 2014年1月1日   | THE BEST/BLUE IMPACT      | 1位  |
| 2 | 2017年3月29日  | THE JSB WORLD             | 1位  |
| 3 | 2021年11月10日 | BEST BROTHERS/THIS IS JSB | 2位  |

### 配信ライブアルバム
| 配信日        | タイトル                                                          |
| ------------- | ----------------------------------------------------------------- |
| 2023年10月6日 | 三代目 J SOUL BROTHERS LIVE TOUR 2023 "STARS" 〜Land of Promise〜 |
| 2024年4月3日  | 三代目 J SOUL BROTHERS PRESENTS "JSB LAND" (LIVE)                 |
| 2025年4月23日 | 三代目 J SOUL BROTHERS LIVE TOUR 2024 "ECHOES OF DUALITY"         |

### その他
| 発売日     | タイトル                  |
| ---------- | ------------------------- |
| 2021年3月  | KIT SINGLE COMPLETE BOX   |
| 2021年3月  | KIT ALBUM COMPLETE BOX    |
| 2021年11月 | KIT ALBUM 『THIS IS JSB』 |

### 参加作品
| 発売日         | 曲名                                                | 収録作品                                                  |
| -------------- | --------------------------------------------------- | --------------------------------------------------------- |
| 2012年9月5日   | 24karats TRIBE OF GOLD                              | EXILE TRIBE「24karats TRIBE OF GOLD」                     |
| 2012年12月5日  | Bloom                                               | EXILE『EXILE BEST HITS -LOVE SIDE-』                      |
| 2013年3月13日  | You Go Your Way                                     | BREATHE『Lovers' Voices』                                 |
| 2013年6月1日   | 空に住む〜Living in your sky〜                      | 小竹正人『空に住む』（小説）                              |
| 2013年7月10日  | BURNING UP                                          | EXILE TRIBE「BURNING UP」                                 |
| 2013年7月10日  | Waking Me Up                                        | EXILE TRIBE「BURNING UP」                                 |
| 2014年8月20日  | THE REVOLUTION                                      | EXILE TRIBE「THE REVOLUTION」                             |
| 2014年8月27日  | 24WORLD                                             | EXILE TRIBE『EXILE TRIBE REVOLUTION』                     |
| 2016年6月15日  | MUGEN ROAD                                          | V.A.『HiGH&LOW ORIGINAL BEST ALBUM』                      |
| 2016年6月15日  | HIGHER GROUND feat. Dimitri Vegas & Like Mike       | V.A.『HiGH&LOW ORIGINAL BEST ALBUM』                      |
| 2017年8月2日   | X-RAY feat. 三代目 J Soul Brothers from EXILE TRIBE | PKCZ®『360° ChamberZ』                                    |
| 2018年11月23日 | 東京                                                | 『ウタモノガタリ-CINEMA FIGHTERS project-』（ボーナスCD） |
| 2021年1月1日   | RISING SOUL                                         | EXILE TRIBE「RISING SUN TO THE WORLD」                    |
| 2022年1月1日   | VIRTUAL LOVE                                        | EXILE『PHOENIX』                                          |
| 2024年9月27日  | AKANEGUMO                                           | EXILE TRIBE「AKANEGUMO」                                  |

### 映像作品
|          | 発売日         | タイトル                                                                           | 順位 |
| -------- | -------------- | ---------------------------------------------------------------------------------- | ---- |
| [ 注 1 ] | 2012年11月7日  | EXILE TRIBE 二代目J Soul Brothers VS 三代目J Soul Brothers Live Tour 2011 〜継承〜 | 6位  |
| 1        | 2013年3月13日  | 三代目J Soul Brothers LIVE TOUR 2012 0〜ZERO〜                                     | 2位  |
| 2        | 2014年6月25日  | 三代目J Soul Brothers LIVE TOUR 2014 “BLUE IMPACT”                                 | 1位  |
| 3        | 2015年12月16日 | 三代目J Soul Brothers LIVE TOUR 2015「BLUE PLANET」                                | 1位  |
| 4        | 2017年12月13日 | 三代目J Soul Brothers LIVE TOUR 2016-2017 "METROPOLIZ"                             | 1位  |
| 5        | 2018年3月21日  | 三代目J Soul Brothers LIVE TOUR 2017 "UNKNOWN METROPOLIZ"                          | 1位  |
| 6        | 2021年12月22日 | 三代目 J SOUL BROTHERS LIVE TOUR 2021 “THIS IS JSB”                                | 1位  |
| 7        | 2023年9月25日  | 三代目 J SOUL BROTHERS LIVE TOUR 2023 "STARS" 〜Land of Promise〜                  | 1位  |
| 8        | 2025年3月26日  | 三代目 J SOUL BROTHERS LIVE TOUR 2024 "ECHOES OF DUALITY"                          | 1位  |

## タイアップ
| 曲名                                | タイアップ |
| ----------------------------------- | --- |
| Best Friend's Girl                  | 明治製菓「Meltykiss」CMソング |
| On Your Mark 〜ヒカリのキセキ〜     | ABC・テレビ朝日系ドラマ『検事・鬼島平八郎』主題歌 |
| LOVE SONG                           | レコチョク CMソング |
| LOVE SONG                           | LIXIL住宅研究所「アイフルホーム」CMソング |
| LOVE SONG                           | テレビ朝日系『お願い!ランキング』2011年5月度エンディングテーマ |
| LOVE SONG                           | dビデオドラマ『恋愛は必然である〜ドラマで分かる!新感覚恋愛法則〜』主題歌                                                                                                |
| FIELD OF DREAMS                     | ABC『今ちゃんの「実は…」』2011年6月度エンディングテーマ |
| 1st Place                           | TBS系『ランク王国』2011年6月 - 7月度オープニングテーマ |
| FIGHTERS                            | 日本テレビ系ドラマ『ろくでなしBLUES』主題歌 |
| NEW WORLD                           | ABC-MART「VANS Boots Sneaker」CMソング |
| NEW WORLD                           | ゲーム『無双OROCHI 2』CMソング |
| リフレイン                          | H.I.S. CMソング |
| リフレイン                          | 日本テレビ系『スッキリ!!』2011年11月度エンディングテーマ |
| I Can Do It                         | ABC-MART「Real Boots Collection」CMソング |
| DEEP INSIDE                         | ABC-MART「Dress Shoes Collection」CMソング |
| Feel The Soul                       | TBS系「全日本実業団女子駅伝2011」「ニューイヤー駅伝2012」テーマソング                                                                                                   |
| Go my way                           | GREE「聖戦ケルベロス」CMソング |
| (YOU SHINE) THE WORLD               | ABC-MART「サマーサンダルフェア」CMソング |
| Kiss You Tonight                    | フジテレビTWOドラマ『結婚同窓会 〜SEASIDE LOVE〜』主題歌 |
| LET'S PARTY                         | MBS系ドラマ『戦国BASARA -MOONLIGHT PARTY-』オープニングテーマ |
| 花火                                | テレビ朝日系『お願い!ランキング』2012年8月度エンディングテーマ |
| FLAP YOUR WINGS                     | ABC-MART「VANSブーツスニーカー」CMソング |
| LOOK @ US NOW!                      | ABC-MART「リアルブーツコレクション」CMソング |
| Powder Snow 〜永遠に終わらない冬〜  | テレビ朝日系『お願い!ランキング』2012年11月度エンディングテーマ |
| Powder Snow 〜永遠に終わらない冬〜  | ABC-MART「大人カジュアルブーツ」CMソング |
| Dynamite                            | |
| SPARK                               | Samantha Thavasa「Samantha Tiara / SAMANTHA SILVA ジュエリー」CMソング                                                                                                  |
| 空に住む 〜Living in your sky〜     | 小説『空に住む』主題歌 |
| 空に住む 〜Living in your sky〜     | 映画『空に住む』主題歌 |
| Waking Me Up                        | ABC-MART「メンズサンダルフェア」CMソング |
| T.T.T. (Top To Toe)                 | ABC-MART「VANSブーツスニーカー」CMソング |
| T.T.T. (Top To Toe)                 | ABC-MART「stefanorossi ZIP UP BOOTS」CMソング |
| 冬物語                              | ハウステンボス「光の王国篇」CMソング |
| 冬物語                              | 日本テレビ系『PON!』2013年11月度エンディングテーマ |
| 冬物語                              | モイスト・ダイアン「オイルシャンプー」CMソング |
| SO RIGHT                            | フジテレビ系ドラマ『ハニー・トラップ』主題歌 |
| Forever Together                    | Samantha Thavasa「Samantha×カワイイ×Art」CMソング |
| S.A.K.U.R.A.                        | テレビ朝日系『お願い!ランキング』2014年3月度エンディングテーマソング |
| R.Y.U.S.E.I.                        | 東京シティ競馬「2014TCK」イメージソング |
| Summer Dreams Come True             | Samantha Tiara & Samantha Thavasa「サマンサティアラ ジュエリー」CMソング                                                                                                |
| Wedding Bell 〜素晴らしきかな人生〜 | リクルート「ゼクシィ」CMソング |
| C.O.S.M.O.S. 〜秋桜〜               | Samantha Tiara & Samantha Thavasa “サマンサティアラ ジュエリー”TV CM ソング ハウステンボス「光の王国」CMソング                                                          |
| Glory                               | エースコック「スーパーカップ」篇 CMソング |
| O.R.I.O.N.                          | アパマンショップ「FCバルセロナキャンペーン」CMソング Samantha Tiara & Samantha Thavasa”サマンサティアラ ジュエリー”TV CMソング ハウステンボス「光のクリスマス」CMソング |
| Eeny,meeny,miny,moe!                | エースコック「スーパーカップ」CMソング |
| ALL LOVE                            | テレビ東京開局50周年特別企画 松本清張『黒い画集-草-』主題歌 |
| STORM RIDERS feat.SLASH             | トークアプリ「755」CMソング |
| STORM RIDERS feat.SLASH             | エースコック「スーパーカップ」CMソング |
| Summer Madness                      | ANA「旅割」2015年夏CMソング |
| Unfair World                        | 東宝映画『アンフェア the end』主題歌 |
| Unfair World                        | エースコック「スーパーカップ」ギョーザパンチ秘密部屋篇 CMソング |
| Unfair World                        | Samantha Tiara & Samantha Thavasa“サマンサティアラ ジュエリー”TVCM ソング                                                                                               |
| Unfair World                        | Samantha Thavasa「時を刻む。SAMANTHA」編 CM ソング |
| Share The Love                      | グリコ「ポッキー」CMソング |
| MUGEN ROAD                          | 日本テレビ系ドラマ『HiGH&LOW〜THE STORY OF S.W.O.R.D.〜』劇中歌 |
| Born in the EXILE                   | 映画『Born in the EXILE 〜三代目J Soul Brothersの奇跡〜』主題歌 |
| BREAK OF DAWN                       | 映画『テラフォーマーズ』主題歌 |
| Feel So Alive                       | アパマンショップ CMソング |
| Feel So Alive                       | エースコック「スーパーカップ」CMソング |
| Welcome to TOKYO                    | 『ローソンキャンペーン』タイアップソング |
| Welcome to TOKYO                    | 『2016 Autumn-Winter Samantha Tiara』 CMソング |
| Welcome to TOKYO                    | 映画『唐人街探偵 東京MISSION』挿入歌 |
| BRIGHT                              | コーセー「創業70周年記念」CMソング |
| HAPPY                               | 日本テレビ系ドラマ『スーパーサラリーマン左江内氏』主題歌 |
| J.S.B. HAPPINESS                    | グリコ「ポッキー」CMソング |
| FUTURE                              | 「ショートショートフィルムフェスティバル & アジア2018」公式テーマソング                                                                                                 |
| FUTURE                              | パーソナルトレーニングジム「24/7ワークアウト」CMソング |
| 恋と愛                              | 日本テレビ系『スッキリ!!』2018年6月テーマソング |
| 恋と愛                              | ディップ「バイトルNEXT」CMソング |
| RAINBOW                             | コーセー「雪肌精 SAVE the BLUE」CMソング |
| Yes we are                          | ローソン「三代目 J SOUL BROTHERS Pontaカード」CMソング |
| Rat-tat-tat                         | ユニバーサル・スタジオ・ジャパン ZOMBIE de DANCE HALLOWEEN HORROR NIGHTS CMソング                                                                                       |
| 東京                                | ウタモノガタリ‐CINEMA FIGHTERS project- 映画『ファンキー』主題歌 |
| 東京                                | ディップ「バイトルNEXT」CMソング |
| Movin' on                           | トヨタ自動車「トヨタレンタカー」CMソング |
| KICK&SLIDE                          | テレビ東京系アニメ『KICK&SLIDE』主題歌 |
| VIRTUAL LOVE                        | アカツキ『EXtreme LIVES』CMソング |
| REPLAY                              | 映画『貞子DX』主題歌 |
| この宇宙の片隅で                    | ライブフィルム『JSB3 LIVE FILM / RISING SOUND』主題歌 |
| STARS                               | 日本テレビ系『それって!?実際どうなの課』2月エンディングテーマ |
| Hand in Hand                        | 愛知トヨタ 企業キャンペーンソング |
| What Is Your Secret?                | ABCテレビ・テレビ朝日系ドラマ「フォレスト」主題歌 |
| New Page                            | フジテレビ系『Mr.サンデー』エンディングテーマソング |

## 受賞・年間ランキング首位
| 年   | 賞                                                            | 部門                                             | 表彰対象                                               |
| ---- | ------------------------------------------------------------- | ------------------------------------------------ | ------------------------------------------------------ |
| 2012 | MTV Video Music Awards Japan 2012                             | 最優秀ポップビデオ賞                             | FIGHTERS                                               |
| 2012 | 第54回日本レコード大賞                                        | 優秀作品賞                                       | 花火                                                   |
| 2013 | MTV Video Music Awards Japan 2013                             | 最優秀グループビデオ賞                           | 花火                                                   |
| 2014 | 第47回日本有線大賞                                            | 有線音楽優秀賞                                   | R.Y.U.S.E.I.                                           |
| 2014 | 第56回日本レコード大賞                                        | 大賞                                             | R.Y.U.S.E.I.                                           |
| 2014 | 第56回日本レコード大賞                                        | 優秀作品賞                                       | R.Y.U.S.E.I.                                           |
| 2015 | 第29回日本ゴールドディスク大賞                                | ベスト・ミュージック・ビデオ                     | 三代目 J Soul Brothers LIVE TOUR 2014「BLUE IMPACT」   |
| 2015 | SAITAMA SUPER ARENA THANKS AWARDS 2015                        | 総動員数 歴代最多賞                              | 三代目 J Soul Brothers from EXILE TRIBE                |
| 2015 | MTV Video Music Awards Japan 2015                             | 最優秀ビデオ賞 / Best Video of the Year          | Eeny, meeny, miny, moe!                                |
| 2015 | MTV Video Music Awards Japan 2015                             | 最優秀邦楽グループビデオ賞                       | Eeny, meeny, miny, moe!                                |
| 2015 | レコチョク年間ランキング                                      | レコチョクランキング 年間1位                     | R.Y.U.S.E.I.                                           |
| 2015 | レコチョク年間ランキング                                      | アーティストランキング 年間1位                   | 三代目 J Soul Brothers from EXILE TRIBE                |
| 2015 | dヒッツ年間ランキング2015                                     | アーティストランキング 年間1位                   | 三代目 J Soul Brothers from EXILE TRIBE                |
| 2015 | DAM年間カラオケリクエストランキング2015                       | 総合部門 年間1位                                 | R.Y.U.S.E.I.                                           |
| 2015 | DAM年間カラオケリクエストランキング2015                       | アーティスト部門 年間1位                         | 三代目 J Soul Brothers from EXILE TRIBE                |
| 2015 | 2015 年間USEN HIT J-POP ランキング                            | J-POPランキング 年間1位                          | R.Y.U.S.E.I.                                           |
| 2015 | Yahoo!検索大賞                                                | 大賞                                             | 三代目 J Soul Brothers from EXILE TRIBE                |
| 2015 | Yahoo!検索大賞                                                | ミュージシャン部門賞                             | 三代目 J Soul Brothers from EXILE TRIBE                |
| 2015 | 2015年MPA賞                                                   | ヒット・ソング賞                                 | R.Y.U.S.E.I.                                           |
| 2015 | Billboard JAPAN HOT 100 of the year 2015                      | Billboard JAPAN Hot 100 of the Year 2015 年間1位 | R.Y.U.S.E.I.                                           |
| 2015 | Apple Music Best of 2015                                      | ベストアルバム                                   | PLANET SEVEN                                           |
| 2015 | 第48回日本有線大賞                                            | 日本有線大賞                                     | Summer Madness feat．Afrojack                          |
| 2015 | 第48回日本有線大賞                                            | 有線音楽優秀賞                                   | Summer Madness feat．Afrojack                          |
| 2015 | LINE MUSIC 2015年間ランキング                                 | 総合部門 年間1位                                 | Summer Madness feat．Afrojack                          |
| 2015 | LINE MUSIC 2015年間ランキング                                 | 邦楽部門 年間1位                                 | Summer Madness feat．Afrojack                          |
| 2015 | LINE MUSIC 2015年間ランキング                                 | 邦楽男性部門 年間1位                             | Summer Madness feat．Afrojack                          |
| 2015 | GYAO Entertainment Service Awards 2015                        | 無料映像サービス「GYAO!」部門 、音楽部門賞       | 三代目 J Soul Brothers from EXILE TRIBE                |
| 2015 | プランテック 2015年年間ラジオ・エアプレイ／テレビ・ランキング | TVミュージックビデオ年間ランキング 1位           | R.Y.U.S.E.I.                                           |
| 2015 | AWA 年間楽曲再生回数ランキング                                | 2015年 邦楽 年間再生回数ランキング 1位           | R.Y.U.S.E.I.                                           |
| 2015 | オリコン年間ランキング                                        | アルバム部門作品別売上金額 年間1位               | PLANET SEVEN                                           |
| 2015 | 第57回日本レコード大賞                                        | 大賞                                             | Unfair World                                           |
| 2015 | 第57回日本レコード大賞                                        | 優秀作品賞                                       | Unfair World                                           |
| 2016 | 第30回日本ゴールドディスク大賞                                | ベスト5アルバム                                  | PLANET SEVEN                                           |
| 2016 | 第30回日本ゴールドディスク大賞                                | ベスト・ミュージック・ビデオ                     | 三代目J Soul Brothers LIVE TOUR 2015「BLUE PLANET」    |
| 2016 | 2016年JASRAC賞                                                | 金賞                                             | R.Y.U.S.E.I.                                           |
| 2016 | オリコン年間ランキング                                        | 総合DVD+BD 年間1位                               | 三代目 J Soul Brothers LIVE TOUR 2015「BLUE PLANET」   |
| 2016 | オリコン年間ランキング                                        | 総合DVD 年間1位                                  | 三代目 J Soul Brothers LIVE TOUR 2015「BLUE PLANET」   |
| 2016 | オリコン年間ランキング                                        | ミュージックDVD+BD 年間1位                       | 三代目 J Soul Brothers LIVE TOUR 2015「BLUE PLANET」   |
| 2016 | オリコン年間ランキング                                        | ミュージックDVD 年間1位                          | 三代目 J Soul Brothers LIVE TOUR 2015「BLUE PLANET」   |
| 2017 | 第31回日本ゴールドディスク大賞                                | ベスト5アルバム                                  | THE JSB LEGACY                                         |
| 2017 | NexTone Award 2017                                            | Silver Medal                                     | J.S.B. DREAM                                           |
| 2018 | LiveFans 2017年年間ライブ推定観客動員ランキング               | 総合1位                                          | 三代目 J Soul Brothers from EXILE TRIBE                |
| 2018 | 第32回日本ゴールドディスク大賞                                | ベスト5アルバム                                  | THE JSB WORLD                                          |
| 2018 | 第32回日本ゴールドディスク大賞                                | ベスト・ミュージック・ビデオ                     | 三代目J Soul Brothers LIVE TOUR 2016-2017 "METROPOLIZ" |
| 2018 | 2018年MPA賞                                                   | ヒット・ソング賞（NexTone）                      | J.S.B. HAPPINESS                                       |
| 2021 | 2021 Asia Artist Awards                                       | History of Songs賞                               | 三代目 J SOUL BROTHERS from EXILE TRIBE                |
| 2021 | ぴあ総研 2021年「音楽ポップス興行規模ランキング」             | 年間1位                                          | 三代目 J SOUL BROTHERS from EXILE TRIBE                |
| 2023 | LiveFansライブ動員ランキング 2023年年間編                     | 年間1位                                          | 三代目 J SOUL BROTHERS from EXILE TRIBE                |

## ライブ・イベント

### 単独
- 9月1日、9月2日：福岡・マリンメッセ福岡
- 9月8日、9月9日：広島・広島グリーンアリーナ
- 9月22日、9月23日：愛知・日本ガイシホール
- 9月26日、9月27日：神奈川・横浜アリーナ
- 10月3日、10月4日、10月6日、10月7日：大阪・大阪城ホール
- 10月20日、10月21日：北海道・北海きたえーる
- 10月26日、10月27日、10月28日、10月30日、10月31日：東京・日本武道館
- 11月7日、11月8日、11月10日、11月11日：兵庫・ワールド記念ホール
- 12月6日、12月7日、12月8日、12月9日：埼玉・さいたまスーパーアリーナ

- 1月8日、1月9日：福岡・マリンメッセ福岡
- 1月18日、1月19日：三重・三重県営サンアリーナ
- 1月22日、1月23日、1月25日、1月26日：兵庫・ワールド記念ホール
- 1月31日、2月1日、2月3日、2月4日：東京・国立代々木競技場 第一体育館
- 2月8日、2月9日：広島・広島グリーンアリーナ
- 2月15日、2月16日：宮城・セキスイハイムスーパーアリーナ
- 2月19日、2月20日、2月22日、2月23日：大阪・大阪城ホール
- 2月26日、2月27日：神奈川・横浜アリーナ
- 3月5日、3月6日：愛知・日本ガイシホール
- 3月15日、3月16日：静岡・エコパアリーナ
- 3月21日、3月22日：新潟・朱鷺メッセ 新潟コンベンションセンター
- 3月29日、3月30日：北海道・北海きたえーる
- 4月16日、4月17日、4月19日、4月20日：埼玉・さいたまスーパーアリーナ

- 5月27日、5月28日：福岡・福岡ヤフオク!ドーム
- 6月20日、6月21日：愛知・ナゴヤドーム
- 6月26日、6月27日、6月28日：大阪・京セラドーム大阪
- 7月5日：北海道・札幌ドーム
- 7月15日、7月16日：埼玉・さいたまスーパーアリーナ スタジアムモード
- 8月5日、8月6日：大阪・京セラドーム大阪
- 8月28日、8月29日、8月30日：埼玉・西武プリンスドーム
- 9月30日、10月1日：東京・東京ドーム
- 10月14日、10月15日、10月17日、10月18日：大阪・京セラドーム大阪

- 11月11日、11月12日：愛知・ナゴヤドーム
- 11月17日、11月18日、11月20日、11月21日：大阪・京セラドーム大阪
- 12月9日、12月10日：東京・東京ドーム
- 12月16日、12月17日、12月18日：福岡・福岡ヤフオク!ドーム
- 12月24日、12月25日：北海道・札幌ドーム（PKCZメンバーらが交通事故に遭い中止）[72]
- 1月13日、1月14日、1月15日、2月10日、2月11日、2月12日：愛知・ナゴヤドーム
- 2月17日、2月18日、2月19日：大阪・京セラドーム大阪
- 2月24日、2月25日、2月26日：福岡・福岡ヤフオク!ドーム
- 8月26日、8月27日：北海道・札幌ドーム（振替公演）[73]

- 9月16日、9月17日、9月19日、9月20日：大阪・京セラドーム大阪
- 10月6日、10月7日、10月16日、10月18日、10月19日、10月21日、10月22日、11月1日、11月2日、11月3日：東京・東京ドーム
- 11月10日、11月11日、11月12日：愛知・ナゴヤドーム
- 12月1日、12月2日、12月3日：大阪・京セラドーム大阪
- 12月15日、12月16日、12月17日：福岡・福岡ヤフオク!ドーム

- 4月13日、4月14日：大阪・京セラドーム大阪
- 4月24日、4月25日：愛知・ナゴヤドーム
- 5月25日、5月26日：福岡・福岡ヤフオク!ドーム
- 6月22日：北海道・札幌ドーム
- 8月7日、8月8日：大阪・京セラドーム大阪
- 8月17日、8月18日：愛知・ナゴヤドーム
- 8月25日、8月26日：福岡・福岡ヤフオク!ドーム
- 9月22日、9月23日、9月25日、9月26日：東京・東京ドーム
- 11月2日、11月3日、11月4日：愛知・ナゴヤドーム
- 11月9日、11月10日：大阪・京セラドーム大阪
- 11月16日、11月17日：福岡・福岡ヤフオク!ドーム

新型コロナウイルス感染症による政府の自粛要請に従い全公演中止
- 4月11日、4月12日：福岡・福岡PayPayドーム
- 7月03日：福岡・福岡PayPayドーム

- 7月16日、7月17日：愛知・バンテリンドーム ナゴヤ
- 8月5日、8月7日、8月8日：東京・東京ドーム
- 8月18日、8月19日：大阪・京セラドーム大阪
- 8月28日、8月29日：福岡・福岡PayPayドーム
- 10月8日、10月9日、10月10日：東京・東京ドーム
- 12月11日、12月12日：大阪・京セラドーム大阪
- 12月25日、12月26日：福岡・福岡PayPayドーム

- 2月18日、2月19日：静岡・エコパアリーナ
- 3月7日、3月8日：福岡・マリンメッセ福岡
- 3月16日、3月18日、3月19日：神奈川・横浜アリーナ
- 4月12日、4月13日：大阪・大阪城ホール
- 4月22日、4月23日：宮城・セキスイハイムスーパーアリーナ
- 5月11日、5月13日、5月14日：埼玉・さいたまスーパーアリーナ
- 5月20日、5月21日：三重・三重県営サンアリーナ
- 5月27日、5月28日：青森・盛運輸アリーナ
- 6月6日、6月7日：大阪・大阪城ホール
- 6月24日、6月25日：福井・サンドーム福井
- 7月5日、7月6日：愛知・日本ガイシホール
- 7月29日、7月30日：広島・広島グリーンアリーナ
- 8月5日、8月6日：埼玉・さいたまスーパーアリーナ
- 9月16日、9月17日：北海道・真駒内セキスイハイムアイスアリーナ
- 9月23日、9月24日：新潟・朱鷺メッセ 新潟コンベンションセンター

- 11月18日、11月19日：愛知・バンテリンドーム ナゴヤ
- 12月2日、12月3日、12月4日：東京・東京ドーム
- 12月9日、12月10日：福岡・福岡PayPayドーム
- 12月21日、12月22日、12月23日：大阪・京セラドーム大阪

- 11月16日、11月17日：福岡・みずほPayPayドーム福岡
- 12月3日、12月4日：愛知・バンテリンドーム ナゴヤ
- 12月11日、12月12日：東京・東京ドーム
- 12月20日、12月21日、12月22日：大阪・京セラドーム大阪

- 5月24日：埼玉・ベルーナドーム
- 6月4日、6月5日：東京・東京ドーム
- 6月14日：愛知・バンテリンドーム ナゴヤ
- 6月21日：福岡・みずほPayPayドーム福岡
- 7月2日、7月3日：大阪・京セラドーム大阪

### 合同
- 二代目 J Soul Brothers VS 三代目 J Soul Brothers Live Tour 2011 〜EXILE TRIBE〜（2011年6月28日 - 8月7日）[82]
- EXILE TRIBE LIVE TOUR 2012 〜TOWER OF WISH〜（2012年4月14日 - 7月1日）[83]
- EXILE TRIBE PERFECT YEAR 2014 SPECIAL STAGE "THE SURVIVAL" IN SAITAMA SUPER ARENA 10DAYS（2014年6月13日 - 6月22日）[84]
- EXILE TRIBE PERFECT YEAR LIVE TOUR TOWER OF WISH 2014 〜THE REVOLUTION〜（2014年9月3日 - 12月28日）[85]
- HiGH&LOW THE LIVE（2016年7月22日 - 10月3日）[86]
- LDH PERFECT YEAR 2020 COUNTDOWN LIVE 2019▶︎2020 "RISING"（2019年12月31日）
- EXILE TRIBE LIVE TOUR 2021 "RISING SUN TO THE WORLD"（2021年3月10日 - 6月28日）[87]
- LDH LIVE-EXPO 2024 -EXILE TRIBE BEST HITS-（2024年10月26日 - 10月27日）[88]

### 配信
- LIVE×ONLINE（2020年7月7日：ABEMA、以下同じ）[89]
- LIVE×ONLINE IMAGINATION（2020年9月26日）[90]
- LIVE×ONLINE INFINITY 三代⽬ J SOUL BROTHERS 10th ANNIVERSARY 〜JSB HISTORY〜（2020年11月10日）[91]
- LIVE×ONLINE BEYOND THE BORDER 三代目 J SOUL BROTHERS 〜Xmas party〜（2020年12月24日）[92]
- LIVE×ONLINE COUNTDOWN 2020▶︎2021 "RISING SUN TO THE WORLD"（2020年12月31日）[93]
- ABEMA×LDH ONLINE X'mas LIVE PARTY（2021年12月17日）[94]
- LIVE×ONLINE COUNTDOWN 2021▶︎2022（2021年12月31日）[95]

### ファンクラブイベント
- LDH BASE Presents ファンクラブ限定 三代目 J SOUL BROTHERS SPECIAL LIVE "RAISE THE FLAG" 〜X'mas Party〜（2019年12月25日、12月26日）
- 三代目 J SOUL BROTHERS OFFICIAL FAN CLUB presents JSB3 13th ANNIVERSARY PARTY（2023年11月10日）[96]
- 三代目 J SOUL BROTHERS PRESENTS "JSB LAND" 〜AFTER PARTY〜（2023年12月26日）[97]

### その他のイベント
- ABEMA×LDH 2021 スペシャルファンミーティング@EXILE TRIBE STATION in YOKOHAMA（2021年9月15日：山下埠頭内特設会場）[98]
- 三代目 J SOUL BROTHERS EXHIBITION "JSB3 CLASS"（2024年12月7日 - 2025年3月16日：六本木ミュージアム）[99]

### 参加
- EXILE LIVE TOUR 2011 TOWER OF WISH 〜願いの塔〜（2011年11月 - 12月）
- EXILE LIVE TOUR 2013 EXILE PRIDE（2013年4月 - 9月）

## 出演

### テレビ番組
- 週刊EXILE（2010年 - 2021年、TBS）
- EXILE魂（2011年 - 2012年、MBS・TBS）
- EXILEカジノ（2014年4月 - 2015年9月、フジテレビ）[100]
- 三代目J SOUL CHRISTMAS（2015年12月24日[101]、2016年12月22日[102]、2018年12月13日[103]、2019年12月26日[104] 、TBS）

### 映画
- Born in the EXILE 〜三代目J Soul Brothersの奇跡〜（2016年2月）[105]
- SEVEN/7（2018年5月）[106]
- JSB3 LIVE FILM / RISING SOUND（2023年1月）[107]

### CM
- ABC-MART（2011年 - 2013年）[108]
- リクルート「ゼクシィ」（2014年）[109]
- 755（2015年）
- ANA「旅割」（2015年）[110]
- ソフトバンク「スポナビライブ」（2016年）[111]
- 江崎グリコ「ポッキー」（2017年 - 2018年）[112]
- アカツキ「EXtreme LIVES」（2021年 - 2022年）[39]

### ミュージックビデオ
- EXILE「Bloom」（2012年）
- EXILE「EXILE PRIDE 〜こんな世界を愛するため〜」（2013年）[113]

### ラジオ
- Keep On Dreaming（2013年1月 - 12月、Fm yokohama）[114]

### 配信
- EXFILE（2013年 - 2015年、NOTTV）
- 三代目 J SOUL BROTHERS マーダーミステリー ライブリハ殺人事件（2021年8月、ABEMA）[115]
- Best life; 三代目JSB ～15年の感謝と絆～ メンバードキュメンタリー （2025年1月、Hulu）[116]

## 書籍
- 三代目 J Soul Brothers from EXILE TRIBE（2014年2月6日、幻冬舎）[117] ISBN 978-4344025257
- GOETHE特別編集 三代目 J SOUL BROTHERS from EXILE TRIBE OFFICIAL VISUAL BOOK（2022年2月24日、幻冬舎）[118] ISBN 978-4344039339

### 雑誌連載
- 月刊EXILE（2010年 - 2022年、LDH）
- EDGE STYLE（2013年 - 2014年、双葉社）[119]

## 備考
J.S.B.
J Soul Brothersのアパレルブランド。2015年5月1日に発表された。2017年7月7日に初の直営店「J.S.B. TYO」がオープン。
THE Sharehappi from 三代目 J Soul Brothers from EXILE TRIBE
江崎グリコ「ポッキー」のイメージキャラクターに就任したメンバーの小林、岩田、登坂の3人で結成されたユニット。2015年10月15日にCMソング「Share The Love」を配信。
KICK&SLIDE
MATE
三代目J SOUL BROTHERSのファンネーム。デビュー12周年の2022年11月10日に発表された。メンバーのØMIが名付けた。